# John Levén
John Gunnar Levén (Estocolmo, Suécia, 25 de outubro de 1963) é um músico sueco. Ele é conhecido como baixista da banda de hard rock Europe. Levén e o vocalista Joey Tempest são os únicos membros que participaram de todos os álbuns de estúdio do grupo.

## Biografia
Quando Levén tinha 7 anos de idade, ele e sua família mudaram-se para o subúrbio Upplands Väsby, onde vários membros do Europe cresceram, e amigo de infância de Joey Tempest. Entrou no grupo Force, o qual mais tarde mudaria o nome para Europe, como baixista em 1981, substituindo Peter Olsson. Chegou a trocar de lugar com Marcel Jacob no mesmo ano, passando a ser baixista na banda de Yngwie Malmsteen, mas após 3 meses voltaram as suas bandas originais.
Depois do Europe, Levén gravou e participou de turnês com bandas como Allegiance Of Rock, Brazen Abbot, além de seu colega John Norum, e também com o Glenn Hughes, ex-integrante do Black Sabbath e do Deep Purple.
O Europe reuniu-se novamente em 2003, e  Levén tem sido  desde o retorno um dos principais compositores da banda. "Jompa" seu apelido na banda, e casado e tem 4 filhos.

## Discografia
- Europe - Europe (1983)
- Europe - Wings of Tomorrow (1984)
- Europe - The Final Countdown (1986)
- Europe - Out of This World (1988)
- Europe - Prisoners In Paradise (1991)
- Glenn Hughes - From Now On... (1994)
- Glenn Hughes - Burning Japan Live (1994)
- Thin Lizzy Tribute - The Lizzy Songs (1995)
- Johansson Brothers - Sonic Winter (1996)
- Brazen Abbot - Eye of the Storm (1996)
- Clockwise - Nostalgia (1996)
- Brazen Abbot - Bad Religion (1997)
- Clockwise - Naïve (1998)
- Southpaw - Southpaw (1998)
- Thore Skogman - Än Är Det Drag (1998)
- Nikolo Kotzev - Nikolo Kotzev's Nostradamus (2001)
- Brazen Abbot - Guilty as Sin (2003)
- Last Autumn's Dream - Last Autumn's Dream (2003)
- Europe - Start from the Dark (2004)
- Europe - Secret Society (2006)
- Europe - Almost Unplugged (2008)
- Europe - Last Look At Eden (2009)
- Europe - Bag Of Bones (2012)
- Europe - War of Kings (2015)
- Europe - Walk the Earth (2017)